# Saffron Walden
Saffron Walden is een civil parish in het bestuurlijke gebied Uttlesford, in het Engelse graafschap Essex. De plaats telt 15.504 inwoners.

## Geboren
- William Strachey (1572-1621), schrijver